# Bertrand Defos
Pour les articles homonymes, voir Defos.
Bertrand Defos, de son vrai nom Bruno Paul Marie Joseph Leydet, né à Fontainebleau le 14 juillet 1890 et mort à Saint-Jean-de-Luz le 6 juillet 1962, est un militaire et écrivain français. 
Il fut agent du Bureau central de renseignements et d'action (BCRA) pendant la Seconde Guerre mondiale.

## Biographie
Brunot Leydet, issu d'une branche de la famille Leydet, est le fils de Jean Auguste Hippolyte Leydet, capitaine d'artillerie mort en 1902. À Reims, il rencontre à l'école Raoul Villain, futur assassin de Jean Jaurès, dont il devient proche et en faveur duquel il est appelé à témoigner devant la Cour d'assises en mars 1919,.
En 1926, il épouse à Londres Dorothy Ann Lindsey (1900-1993), descendante d'une riche famille industrielle  de Boston et vit entre la France et les États-Unis  jusqu'à ce qu'il prenne la nationalité américaine en 1956 avec sa femme et son fils François, lui-même écrivain .

## Première guerre mondiale
Incorporé le 6 septembre 1914 au 1er régiment de cuirassiers, il est réformé 3 semaines plus tard pour « céphalalgie intense ». Néanmoins il s'engage volontairement le 2 juin 1915 et se voit déclaré bon pour le service armé par une commission de réforme le 21 juin 1915. Il est alors affecté au service autos-canons du 13e régiment d'artillerie le 27 juillet 1915  et rejoint le 13e GAMAC (Groupe des autos-mitrailleuses et autos-canons). Il collabore à quelques numéros de Taca Tac Teuf Teuf, le journal de tranchées des groupes. 
Promu sous-lieutenant à titre temporaire en mars 1917, il quitte les autos-mitrailleuses pour le 300e régiment d'infanterie avant d'être grièvement blessé en juin, ce qui l'éloigne du front et le fait affecter à la mission française auprès de l'armée américaine. En janvier 1919 il est détaché à l'état-major de la 18e région et affecté début février à l'état-major du maréchal Foch. Il est alors promu lieutenant à titre temporaire puis à titre définitif dans la réserve en juin 1920, après sa démobilisation.

## L'entre-deux guerres
Dans les années 1930, le couple Leydet réside dans sa propriété du Château de Montet à Petit-Bersac (Dordogne).
C'est l'époque de ses premiers romans.
En 1938, il contacte Gregorio Marañón l'invitant à tenir une conférence à Londres et lui demande de traduire ses écrits.

## Seconde Guerre mondiale
Capitaine de réserve en 1933, il est mobilisé au 25e régiment d'infanterie le 2 septembre 1939. 
Pendant la Seconde Guerre mondiale, il s'engage dans la Résistance , est agent du Bureau central de renseignements et d'action (BCRA) et effectue plusieurs voyages au Portugal, en Algérie et aux États-Unis.

## Décorations
- Médaille militaire
- Chevalier de la Légion d'honneur[23]

## Publications
- Bon temps viendra, Paris, Albin Michel, 1933.
- La Conférence de Biarritz, Paris, Albin Michel, 1934.
- La Corde raide, Albin Michel, 1934.
- Aimer n'est pas si simple, Les Éditions de France, 1936.
- Les Femmes fidèles, Plon, 1937.
- Le Drame de Haute Combe (théâtre), Jean Vigneau, 1948.
- Le Compagnon de route, Paris, Gallimard, 1950.

- « prix Cazes en 1951 » [vidéo], sur ina.fr
- Simon le superbe, Paris, Gallimard, 1957.